# 理查德·威德马克
理查德·威德马克（英語：Richard Weedt Widmark，1914年12月26日—2008年3月24日）是一名美国电影、舞台剧和电视演员、制片人，在好萊塢星光大道上拥有一星。
他凭借处女作《死吻》（1947）中饰演的反派角色获得奥斯卡奖提名，并获得金球奖最有前途新人奖。他职业生涯早期也一直在黑色电影中扮演类似的反派或反英雄，但后来开始扮演正面人物。

## 生平
他出生于美国明尼苏达州日出镇区（Sunrise Township），父亲是瑞典裔，母亲则有英格兰和苏格兰人血统，他在伊利诺伊州的普林斯頓长大，由于父亲推销员的工作而频繁搬家。他曾就读于森林湖学院，1936年毕业。1938年参演广播剧《珍妮阿姨的真实生活故事》（Aunt Jenny's Real Life Stories），成为演员。